# Charkovčanka
Charkovčanka (ukrajinsky Харків'янка, Charkivjanka, rusky Харьковчанка, Charkovčanka, kódové označení: Projekt 404S) bylo antarktické terénní vozidlo vyrobené v roce 1958 v Charkovském závodě těžkého strojírenství na Ukrajině (dnes Charkovský závod dopravního strojírenství V. A. Malyševa). Základem pro toto vozidlo byl dělostřelecký tahač AT-T, který dostal upravený podvozek z tanku T-54. V prosinci 1959 byla Charkovčanka dopravena do Antarktidy a dosáhla jižního pólu. Vozidlo mělo malou kuchyňku, toaletu, kamna a osm postelí. V roce 1969 byla vyrobena druhá generace charkovčanek. Do Antarktidy se však tyto stroje dostaly až v roce 1975.

## Technické údaje
- Název: Charkovčanka
- Výrobce: Charkovský závod těžkého strojírenství
- Třída: Terénní vozidlo
- Platforma: Tahač  AT-T
- Výkon motoru: 995 hp
- Maximální rychlost: 30 km/h
- Hmotnost: 35000 kg